# دنیس پوپف
دنیس پوپف (روسی: Денис Александрович Попов؛ زادهٔ ۴ فوریهٔ ۱۹۷۹) بازیکن فوتبال اهل روسیه است.
از باشگاه‌هایی که در آن بازی کرده‌است می‌توان به باشگاه فوتبال چرنومورتس نووراسییسک، باشگاه فوتبال زسکا مسکو، باشگاه فوتبال زسکا روستوف-نا-دونو، باشگاه فوتبال اسپارتاک نعلچیک، باشگاه فوتبال کوبان کراسنودار، باشگاه فوتبال خیمکی، باشگاه فوتبال دینامو مینسک، و باشگاه فوتبال تورپدو مسکو اشاره کرد.
وی همچنین در تیم‌های ملی فوتبال زیر ۲۱ سال روسیه و روسیه بازی کرده‌است.